# Nesta Davies
Nesta Davies ist eine ehemalige britische Eiskunstläuferin, die im Eistanz startete.
Ihr Eistanzpartner war Paul Thomas. Beim Weltmeisterschaftsdebüt belegte das Paar 1953 den vierten Platz. 1954 gewannen sie sowohl bei der Europameisterschaft wie auch bei der Weltmeisterschaft die Silbermedaille hinter ihren Landsleuten Jean Westwood und Lawrence Demmy.

## Ergebnisse

### Eistanz
(mit Paul Thomas)
| Wettbewerb / Jahr     | 1953 | 1954 |
| --------------------- | ---- | ---- |
| Weltmeisterschaften   | 4.   | 2.   |
| Europameisterschaften |      | 2.   |

| Personendaten    | Personendaten              |
| ---------------- | -------------------------- |
| NAME             | Davies, Nesta              |
| KURZBESCHREIBUNG | britische Eiskunstläuferin |
| GEBURTSDATUM     | 20. Jahrhundert            |